# 古蜀

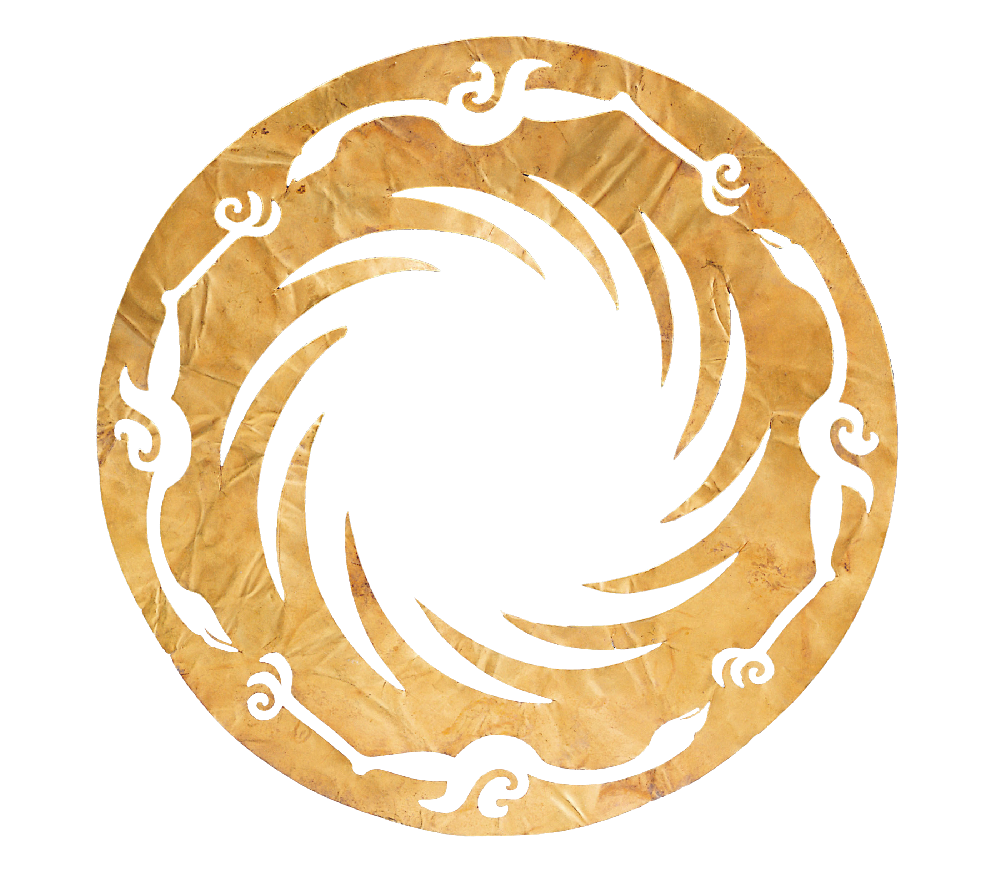
太陽神鳥金飾，出土於金沙遺址，專家推測可能是古蜀人的圖騰。

古蜀，也被称为古蜀国或蜀国，《说文解字》為葵蚕国，在今中國四川省出現的史前古文化部落，曾有多个朝代，不同时期发展出的文化包括宝墩文化、三星堆文化、金沙文化、十二桥文化、晚期蜀文化（开明），后于前316年被秦国所灭。根据越南史书记载，其王子后于古代岭南地区创立瓯雒国，但最终被南越国灭亡。

## 相关记载
中國學者王克林主張源自仰韶文化半坡類型遷入四川盆地後建立的古国，冉光榮等人主張為今羌族先祖建立。泛喜馬拉雅語系假說認為現代人由亞洲南方經過喜馬拉雅山脈進入今中國四川省與青海省一帶，為古漢藏人，在此形成古蜀文化。古漢藏人後進入黃河流域，在今中國北方形成漢族與藏緬族兩個分支。
“蜀”字最早发现于商代的甲骨文中，据记载周武王伐商纣的牧野之战时，蜀人曾经相助。
关于蜀国的历史在先秦文献中一直没有详细记载，较早见于西汉时期扬雄的《蜀王本纪》，直到东晋常璩的《华阳国志·蜀志》中才较详细记载了关于蜀国的历史和传说。

## 历史文化源流

### 岷江上游
古代蜀人先祖为蜀山氏，有观点认为蜀山氏与蚕丛氏是从岷江上游兴起的，是古羌人的一個分支。四川西北部茂县的营盘山遗址年代约在前3500年到前3000年。出现了大型的中心聚落，密集的房屋基址及多座人祭坑。

### 宝墩文化
约在前2600年至前2000年的宝墩文化是成都平原最早的考古学文化遗存，屬三星堆文化第一期。是古蜀文明的古城古国时期，也是古蜀文明的起源时期，宝墩文化很可能与岷江上游的马家窑文化（源出仰韶人群）有关；成都平原目前所见最早的文化是来自西北的仰韶文化晚期类型，同时受到了来自峡江地区的大溪文化的影响。

#### 遗址
主要遗址为成都平原史前古城址群，由1996年后发现的新津宝墩遗址（最大的一个，60万平方米左右，建立的城墙有卵石覆盖）、都江堰芒城遗址、崇州双河遗址和紫竹遗址、郫县古城遗址、温江鱼凫村遗址等8座史前遗址群组成，相当于三星堆遗址的第一期。

#### 建筑
城的面积10—60万平方米不等，这些城址大多选择在河流台地上，并沿河流方向平行修筑，各个城址都有高耸的土筑城墙，有的还有宽大的壕沟，城址具有明显的防御功能，也可能与治水有关。房屋建筑以长方形的木（竹）骨泥墙方式修建，有的城址内还发现了大型礼仪性建筑，可能已形成拥有宗教和政治中心的中心聚落。

#### 生活
生产工具主要使用通体磨制的小型石器，切割和钻孔技术也已被熟练地掌握。陶器以泥条盘筑加慢轮修整，器形富有变化，生产技术已十分先进，人们过着定居的农业生活。宝墩文化已出现了成批的城址，但并没有发现青铜器或与青铜器生产相关的遗迹，目前所见的三星堆文化的青铜器明显呈现出高度集中的特点，即除两个坑的青铜器外，无论是在三星堆遗址还是成都平原的其他同时期遗址，都没有更多的发现，加上青铜器的生产及产品还具有被社会上层严格专控的特征，即青铜制品被集中用于宗教或祭祀活动，而没有用于社会生产、生活等其他方面，显示出三星堆文化的青铜器是在较短的时间内集中制造的，成都平原的青铜器生产技术極可能是突然出现，而非在本地逐渐发展起来的。。

### 三星堆文化
前2000—前1100年左右成都平原进入三星堆文化时期，屬三星堆文化第二期~三期。形成了具有自身鲜明特色的发达的青铜文化。约相当于漢文典籍记载中的鱼凫朝时期。以三星堆为中心的古蜀国作为长江上游政治、经济、宗教和文化的中心，是古蜀文明形成阶段中的强盛时期。

#### 遗址
三星堆文化主要体现为三星堆遗址的第二和第三期，位于360万平方米的三星堆古城内。

#### 建筑
发现了密集的房屋遗迹，众多的祭祀坑、灰坑、手工业作坊、集中的墓地等遗迹现象。

#### 生活
三星堆遗址已经是一个具有大量财富，有着发达的青铜冶炼技术，娴熟的玉石器加工技术，原始宗教色彩浓厚的文明古国。出土了大量让世人震惊的金器、青铜器、玉石器及象牙等精美器物。这些器物造型奇特，具有丰富的文化内涵与独特的艺术个性。
有學者指出三星堆遗址出土的年代最早的铜牌饰，很可能是从其他地区传入而非本地产品，所以不对当时的社会产生影响。只有三星堆两个坑出土的青铜器群的生产和使用才标志着成都平原进入了青铜时代。但这批青铜器的时代仅相当于殷墟时期，所以三星堆文化有一段时间为石器时代。另外，金沙遗址在发现后被纳入十二桥文化。如果将三星堆的两个坑及青铜器群归为十二桥文化，那么三星堆文化便很难被视为是一种发达的青铜文化了。

### 十二桥文化
十二桥文化约在前1100—前600年，屬三星堆文化第四期，三星堆遺址在前1000年左右被废弃，文化中心转移到了成都平原的中心，是四川盆地青铜时代中期的一个考古学文化。十二桥文化承袭了大量的三星堆文化因素，又包含着许多新的文化因素，文化范围分布非常广泛。其中金沙遗址是三星堆遗址消亡以后，成都平原上新崛起的一个政治、经济、宗教、文化的中心，是古蜀国另一个都邑所在，十二桥文化是古蜀文明发展阶段中的又一个辉煌時期。约相当于华夏族记载中的杜宇时期。

#### 遗址
十二桥文化以2001年初发现的金沙遗址规模最大，遗存最为丰富，出土文物等级最高，延续的时间最长。现已探明金沙遗址的面积在5平方公里以上，主体文化年代在商代晚期至西周时期。

#### 建筑
史籍记载中的古蜀第四个时期，杜宇时期的城市有都城郫邑（四川省郫县县城北约二里处，即民间传说中的杜鹃古城）和瞿上两座。金沙遗址内现已发现了大型的建筑基址区、大型的祭祀活动区、一般居住址、墓地等重要遗存。此时期的房屋建筑有干栏式木构建筑和木（竹）骨泥墙建筑两种形式。

#### 生活
石质生产工具仍然以通体磨制的小型斧、锛、凿为主；盛行尖底陶器；卜甲的多见是这一时期比较突出的特征。祭祀区内出土了大量与宗教祭祀活动相关的礼仪用器，其面貌与三星堆文化相同或相似。

### 晚期蜀文化
公元前600年至公元前316年，即開明朝时期，相当于中原春秋时期至秦国占领巴蜀前，是古蜀文明发展中的最后一个高峰——晚期蜀文化时期。

#### 遗址
成都市区商业街发现的规模宏大的船棺墓地、新都马家等级高贵的木椁墓可能就是当时蜀侯的陵墓。

#### 建筑
开明五世之前，蜀侯的都城建于广都樊乡（即今天的四川省成都市双流区）。到了开明九世建都于成都。开明十二世时“五丁力士”开辟了石牛道，打通了从蜀至秦的通道。

#### 生活
精美的漆木器，巨大的船形棺，极具地域特点的巴蜀式铜兵器，还有至今不能识读的“巴蜀图语”都成为此时期文明发展的代表。

### 秦灭古蜀
公元前316年秦惠王在位时秦国灭蜀国，蜀地从此成为秦国的粮仓，为秦灭六国奠定了基础。秦始设蜀侯，后改为蜀郡。至西汉中期汉武帝时期，巴蜀文化与中原华夏文化混成，形成了巴蜀语。

## 遗迹
古蜀文明主要遗址有三星堆遗址，其位于四川广汉，文物的风格与同时期中原一带的文化迥然不同，同时文物的精美也表明古代蜀人达到了相当发达的文明程度。后期有十二桥遗址、金沙遗址。其他还包括古蜀国大型船棺独木棺墓葬遗址，回龙洞遗址，瞿上遗址等。

## 建筑
有学者研究古蜀国的地中意识，认为先秦文献中所谓"建木"就是古蜀国地中位置的标志。所谓"都广"指的是古蜀国的明堂建筑。地中标志是与古蜀国的明堂位置相关的。从三星堆遗址出土发掘的神坛形象中找到明堂的具体形式，结合位于金沙遗址北面的羊子山土台造型，复原出古蜀明堂。

## 符文
巴蜀图语，又称巴蜀符号或巴蜀图形文字，是在四川盆地巴蜀地区出土的文物上发现的一些图形符号。年代在公元前9世纪到公元前1世纪，前后延续长达800年之久。
李商隐在《锦瑟》中有“望帝春心托杜鹃”的诗句。相传望帝原名杜宇，立荆州一个传说死而复生的人鳖灵为丞相。当时洪水泛滥，而蜀国四面环山，中间是盆地，水流不出去，鳖灵凿穿巫山，引导水流出去，形成今天的长江。隔几年，望帝因鳖灵功高，禪位于鳖灵，自己修道，死后化为杜鹃鸟。（一說望帝政權被鳖灵所篡，望帝幽憤而死，化作杜鹃鸟）。

## 记载中的朝代与君主
| 蚕丛时期 |
| 蚕丛，又稱蚕丛氏，文獻纪录中西周时期蜀國首位稱王的人（应该为一个氏族或朝代，持续了数百年），其事迹史书上少有记载。对应于宝墩文化时期。蜀的名稱可能和蠶叢有關，說文·《蟲部》釋蜀為："蜀，葵中蠶也，從蟲，上目象蜀頭形，中像其身娟娟。" |
| 柏灌时期 |
| 柏灌，又作柏濩或伯雍，是漢文文獻记载中统治蜀國（現四川一帶）的第二代（应该为一个氏族，持续了数百年），，其事迹史书上少有记载。对应于宝墩文化时期。 据说温江区寿安镇长青村有一座方圆4亩、高3米的圆形土丘，被当地人称作“八卦山”或“八卦墓”，《温江县志》记载当地传说那是柏灌之墓，“八卦”是“柏灌”的讹写。柏灌氏以鸟为图腾，有说柏灌是“伯鹤”的讹写。 |
| 鱼凫时期 |
| 魚鳧是文獻记载中古蜀國的第三代（应该为一个统治的氏族，持续了数百年），对应于三星堆文化时期（三星堆遗址第二三期）。 |
| 杜宇时期 |
| 杜宇，又名蒲卑，死后號望帝，生卒年不詳，曾经称帝。以郫为都城，瞿上为陪都。根據二十世紀的考古结果，大约处于商周之交至春秋时期，对应于十二桥文化（如十二桥遗址；金沙遗址：前1250年至前650年）。据传说杜宇是第四代在古蜀（今四川省成都一帶）建國的君主，善於耕作， 傳說中他在死後化為杜鵑鳥。而根据书中所称计算，该朝代应该于前770年左右结束。 扬雄《蜀王本纪》記載杜宇從天降至朱提（今雲南省昭通市），一名名叫「利」的女子，也從江源（今四川省崇州市）的井中冒出，杜宇在娶利為妻後，便在蜀地稱王，填補了在魚鳧去世後，蜀地突然缺少的統治者空位。但《华阳国志》的记载却正好与之相反，谓杜宇为蜀王，女子梁利从朱提迁来，二人联姻。 杜宇建國後，除將國都定在郫（今四川省郫縣）外，尚把瞿上（今四川雙流）定為別都， 以有效管理其他地區。 杜宇在建國後，認為自己的成就會比蠶叢、柏灌與魚鳧這三個在此建國的君主來的高，因此，他積極的開疆擴土，使得國土領域向東可達嘉陵江、向西可至今蘆山、天全一帶、向北可到漢中、向南可抵今天的青神縣。此外，他還把領土中的汶山建設成牧場、今天的四川省宜賓市、雲南省、貴州省一帶變成花園。 在杜宇統治蜀地的同時，他和當時位處中原的周朝也有往來，並獻上許多貴重禮物， 以和周朝交好。 杜宇雖擅長於農耕，但對於治理洪水並無辦法，因此，在他一百多歲時，命當時的宰相鱉靈，治理岷江的洪水，而在鱉靈治理洪水的期間，杜宇趁隙與鱉靈的妻子私通（另有一說，杜宇並未與其妻私通），杜宇後來在於心有愧、認為自己的德行不如鱉靈的情況下，將王位禪讓給他， 隱居於岷山， 传说其死後，每逢農曆三月，便化為杜鵑，以叫聲催促蜀人趁農時播種。 亦有说法，称杜宇其实际上是被鱉靈推翻后逃亡，因复位不成，怨魂化为杜鹃。 |
| 开明朝 |
| 開明是文獻记载中的古蜀朝代名稱，其历任君主均称“开明”，共十二世，其时代大约为中原的春秋至战国时期。对应于今日考古发现的晚期蜀文化（约前770年至前316年）。根据文獻记载，九世开明帝开明尚接受中原文化，去帝号称王，传至开明十二世时，于前316年为秦国所灭。 |
| 丛帝（一世） |
| 丛帝，原名鳖灵，是首位开明帝。鳖灵原是蜀王杜宇之相，因治水有功，使蜀国“民得安处”，后杜宇禅让，称丛帝。一说鳖灵兵变，逼死杜宇，自立。杜宇冤魂不散，即成杜鹃鸟。 |
| 蜀卢帝（二世） |
| 蜀卢帝，又作蜀成帝，開明朝第二任帝。曾经进攻秦国至雍城。 |
| 蜀保子帝（三世） |
| 蜀保子帝，又作蜀褒子帝，開明朝第三任帝，曾攻青衣，國威擴張。 |
| 蜀王开明尚（九世） |
| 开明尚，是蜀國君主，開明第九任帝，在現在四川一帶。开明尚接受中原文化，立宗庙，去帝号称王，以酒曰醴，樂曰荊。迁徙国都至成都。 |
| 芦子霸王（十二世） |
| 古蜀國末代君主，前316年秦惠文王派大将司马错灭掉蜀国，蜀王至武陽，為秦軍所害。其相及太子死於白鹿山。另说，秦司马错攻入蜀国后，蜀王被降为侯，秦遣陈庄为蜀相。 宋朝羅泌《路史》称古蜀國末代君主为芦子霸王。 |

### 引用
1. ↑  李興榮; 馮明義; 餘志勇. . 臺北: 元華文創. 2014-11-01: p. 331. ISBN 9789865650346.
2. ↑  吳士連編：《大越史記全書》，後黎朝，越南
3. ↑  潘清簡編：《欽定越史通鑑綱目》，1884年刊行
4. 1 2  王克林著：《山海經與仰韶文化》，山西人民出版社，2011年，第81-83頁。
5. ↑  扬雄：《蜀王本纪》，蜀汉
6. 1 2 3 4 5 6 7 8 9 10  ［东晋］常璩：《华阳国志·卷三·蜀志》
7. 1 2 3 4 5 6 7 8 9 10 11 12 13 14 15  . 金沙遗址博物馆.   [2018-06-16]. （原始内容存档于2008-09-20）.
8. 1 2 3 4  施劲松《三星堆文化的再思考》
9. ↑  毛曦. . 中国古代社会与思想文化研究论集——全国首届东周文明学术研讨会论文集. 2004  [2011-09-13]. （原始内容存档于2020-11-04）.
10. ↑  张蓉，王洪智. . 南方建筑. 2008, (2)  [2011-09-13]. （原始内容存档于2021-02-19）.
11. ↑  . 央视网. 2009-11-18  [2018-06-16]. （原始内容存档于2012-06-26）.
12. 1 2  《蜀王本紀》：「望帝積百餘歲，荊有一人名鱉靈，其屍亡去，荊人求之不得。鱉靈屍隨江水上至郫，遂活，與望帝相見。望帝以鱉靈為相。時玉山出水，如堯之洪水，望帝不能治。使鱉靈決玉山，民得安處。鱉靈治水去後，望帝與其妻通，慚愧，自以為德薄不如鱉靈，乃委國授之而去。如堯之禪舜。鱉靈即位，號曰開明。」
13. 1 2  《太平寰宇記》：「望帝自逃之後，欲復位不得，死化為鵑，每春月間，盡夜悲鳴。蜀人聞之曰：我望帝魂也。」
14. 1 2 3 4  杨雄：《蜀王本纪》，蜀汉
15. ↑  《温江县志》
16. ↑  《蜀王本紀》：「後有一男子名曰杜宇，從天墮，止朱提。有一女子名利，從江源井中出，為宇妻。乃自立為蜀王，號曰望帝。」
17. ↑  《華陽國志·蜀志》：时朱提有梁氏女利游江源，宇悦之，纳以为妃。
18. ↑  《蜀王本紀》：「汶山下，邑曰郫」、「治瞿上，為別都」
19. ↑  《華陽國志》：「（杜宇）自以為功德高諸王，乃以褒斜為前門，熊耳、靈關為後戶，玉壘、峨眉為城郭，江、潛、綿、洛為池澤，以汶山為畜牧，南中為園苑。」
20. ↑  《逸周書·王會篇》：「成周之會……蜀人以文翰。文翰者，若皋雞。」
21. ↑  《竹書紀年》：「夷王二年，蜀人、呂人來獻瓊玉，賓於河，用介圭。」
22. ↑  《華陽國志·蜀志》：「會有水災，其相開明決玉壘山以除水害。帝遂委以政事，法堯舜禪授之義，遂禪位于開明，帝升西山隱焉。」
23. ↑  《華陽國志·蜀志》：「升西山隱焉。」
24. ↑  见《司马错论伐蜀》
25. ↑  《路史》卷三十八